# Listă de dramaturgi letoni
Aceasta este o listă de dramaturgi letoni în ordine alfabetică:

## A
- Ādolfs Alunāns
- Aspazija (Elza Pliekšāne)

## B
- Johann Heinrich Baumann
- Rūdolfs Blaumanis
- Anna Brigadere

## G
- Inga Gaile
- Ārijs Geikins

## K
- Velga Krile
- Hugo Teodors Krūmiņš

## P
- Margarita Perveņecka
- Pēteris Pētersons
- Gunārs Priede
- Pauls Putniņš

## R
- Rainis

## S
- Lelde Stumbre

## Vezi și
- Listă de piese de teatru letone
- Listă de scriitori letoni
- Listă de dramaturgi